# Yusef Komunyakaa
James William Brown, Jr., connu sous le nom de Yusef Komunyakaa, né le 29 avril 1947 à Bogalusa en Louisiane, est un, rédacteur en chef, poète, essayiste et professeur d'université américain, lauréat du prix Pulitzer de poésie en 1994, son œuvre est inspiré par le jazz, le blues, la guerre du Viet-Nam et la condition des Afro-Américains du Sud.

## Biographie

### Jeunesse et formation
Yusef Komunyakaa est le fils d'un charpentier calviniste, il grandit aux États-Unis, dans une Louisiane ségréguée, pendant la période du mouvement américain pour les droits civiques. Durant son adolescence, il s'échappe de l'ambiance raciste liée aux lois ségrégationnistes de la Louisiane en écoutant à la radio les jazzmen et chanteur/ chanteuses de blues et en lisant les auteurs classiques de la littérature anglaise et américaine (Shakespeare, Edgar Poe, Tennyson, Longfellow, Whitman) et afro-américains tel Paul Laurence Dunbar et ceux de la Renaissance de Harlem comme Robert Hayden Gwendolyn Brooks, Langston Hughes, James Baldwin.
En 1965, après la fin de ses études secondaires à la Central High School de Bogalusa, il s'engage dans l'United States Army. Après ses classes à l'école d'officiers (Officer candidate school (en)) de Fort Benning, il est affecté au Viet-Nam. Il devient correspondant de guerre, puis rédacteur en chef du journal militaire de la 23e division d'infanterie américaine, le Southern Cross,. À la fin de son engagement il est décoré de la Bronze Star.
Une fois démobilisé, en tant qu'ancien combattant il bénéficie du G.I Bill pour financer ses études universitaires, c'est ainsi qu'il est admis à l'université de Colorado Springs, il obtient son Bachelor of Arts (licence) en 1975. Il continue ses études à l’université d'État du Colorado où il réussit son Master of Arts de création littéraire en 1978, et soutient avec succès son Master of Fine Arts (mastère 2) à l'université de Californie à Irvine en 1980.

### Carrière littéraire
Pendant ses études, il publie ses deux premiers recueils de poèmes Dedications and Other Darkhorses (1977) et Lost in the Bonewheel Factory (1979).
En 1984, il connait son premier succès par la publication de son recueil de poésie Copacetic, puis par I Apologize for the Eyes in My Head en 1986 qui est récompensé par le San Francisco Poetry Center Award,.
En 1988, parait Dien Cai Dau, un livre qui aborde son expérience de la guerre du Viêt Nam, considéré comme l'un des meilleurs recueils de poésie sur la guerre du Vietnam.
En 1994, parait Neon vernaculaires: New and Selected Poems, qui remporte le The Kingsley and Kate Tufts Poetry Awards (en) et le prix Pulitzer de la poésie. Il est le second afro-américain à gagner ce prix après la poète Gwendolyn Brooks.

### Carrière universitaire
- De 1982 à 1984, il enseigne à l'université de la Nouvelle Orléans[9].
- De 1985 à 1996, il enseigne la création littéraire à l'université de l’Indiana[14].
- De 2001 - : il enseigne à l'université d'état de New-York à Albany[11].

Il a enseigné également à l'université de Princeton et à l'université de Californie à Berkeley

### Vie privée
En 1985, il épouse la romancière australienne Mandy Sayer (en), leur union difficile s'achève en 1995,.
Il entretient une relation avec la poète d'origine indienne Reetika Vazirani, qui se termine de façon tragique, le 16 juin 2003, elle tue leur fils Jehan et se suicide.

## Œuvres

### Recueils de poésie
- Dedications & Other Darkhorses, Rocky Mountain Creative Arts Journal Book, 1977, 16 p.,
- Lost In The Bonewheel Factory, Amherst, Massachusetts,, Lynx House Books, 1979, 56 p. (ISBN 9780899240183),
- Copacetic, Middletown, Connecticut, Wesleyan University Press, 1984, 68 p. (ISBN 9780819511171, lire en ligne),
- I Apologize for the Eyes in My Head, Middletown, Connecticut, Wesleyan University Press, 1986, 88 p. (ISBN 9780819551443),
- Toys in a Field, La Nouvelle-Orléans, Louisiane, Black River Press, 1986, 25 p. (OCLC 23990362),
- Dien Cai Dau, Middletown, Connecticut, Wesleyan University Press, 1988, 76 p. (ISBN 9780819511645, lire en ligne),
- Magic City, Middletown, Connecticut, Wesleyan University Press, 1992, 68 p. (ISBN 9780819512086),
- Neon Vernacular : New and Selected Poems, Middletown, Connecticut, Wesleyan University Press, 1993, 188 p. (ISBN 9780819512116, lire en ligne),
- Thieves of Paradise, Middletown, Connecticut, Wesleyan University Press (réimpr. 2000) (1re éd. 1998), 144 p. (ISBN 9780819564221, lire en ligne),
- Talking Dirty to the Gods, New York, Farrar, Straus and Giroux (réimpr. 2001) (1re éd. 2000), 134 p. (ISBN 9780374527938),
- Pleasure Dome : New and Collected Poems, Middletown, Connecticut, Wesleyan University Press (réimpr. 2004) (1re éd. 2001), 468 p. (ISBN 9780819567390),
- Scandalize My Name : Selected Poems, Londres, Royaume-Uni, Picador, 2002, 180 p. (ISBN 9780330490788, lire en ligne),
- Taboo : The Wishbone Trilogy,, vol. 1, New York, Farrar, Straus and Giroux (réimpr. 2006) (1re éd. 2004), 144 p. (ISBN 9780374530150, lire en ligne),
- Yusef Komunyakaa et Chad Gracia (adaptation), Gilgamesh : A Verse Play, Middletown, Connecticut, Wesleyan University Press (réimpr. 2009) (1re éd. 2006), 120 p. (OCLC 68623976, LCCN 2006014045, lire en ligne),
- Warhorses, New York, Farrar, Straus and Giroux, 2008, 104 p. (ISBN 9780374286439, lire en ligne),
- The Chameleon Couch, New York, Farrar, Straus and Giroux, 2011, 136 p. (ISBN 9780374120382, lire en ligne)
- Testimony, A Tribute to Charlie Parker : With New and Selected Jazz Poems, Middletown, Connecticut, Wesleyan University Press, 2013, 160 p. (ISBN 9780819574299, LCCN 2013026568, lire en ligne),
- The Emperor of Water Clocks, New York, Farrar, Straus and Giroux, 2015, 136 p. (ISBN 9780374147839, lire en ligne),

### Essais et interviews
- Blue Notes: Essays, Interviews, and Commentaries, éd. University of Michigan Press, 2000,
- Conversations with Yusef Komunyakaa, éd. University Press of Mississippi, 2010,
- Radiclani Clytus (dir.), Condition Red : Essays, Interviews, and Commentaries, Ann Arbor, Michigan, University of Michigan Press, 2017, 238 p. (ISBN 9780472053445),

### Anthologie
- The Best American Poetry 2003, éd. Scribner, 2003

## Prix et distinctions (sélection)
- 1970 : récipiendaire de la Bronze Star pour les services rendus en tant que rédacteur en chef du Southern Cross au Viet-Nam,
- 1981 : boursier du National Endowment for the Arts, catégorie « écriture créative »[19]
- 1986 : lauréat du Poetry Center Book Award, décerné par l'Université de San Francisco
- 1988 : boursier du National Endowment for the Arts, catégorie « écriture créative »
- 1994 : lauréat du Prix Pulitzer de la poésie pour son recueil de poésie Neon Vernacular: New and Selected Poems[20]
- 1999-2005 : il est élu chancelier de l'Academy of American Poets[3].
- 2001 : lauréat du Ruth Lilly Poetry Prize (en), décerné par la Poetry Foundation[21]
- 2004 : lauréat du Shelley Memorial Award, décerné par la Poetry Society of America[22]
- 2006 : il est nommé professeur émérite à l'université de New-York[2]
- 2011 : lauréat du Wallace Stevens Award, décerné par l'Academy of American Poets[23].
- 2016- 2018 : il est nommé Poète Lauréat de l'état de New-York[24],[25]

## Pour en savoir plus

#### Notices encyclopédiques
- (en) Twentieth Century Literary Criticism, Detroit, Michigan, Gale Cengage, 1978, 483 p. (ISBN 978-1-56995-758-5, lire en ligne), p. 216-249,
- (en) Philip Bader, African-American Writers, New York, Facts on File, 1er février 2004, 297 p. (ISBN 978-0-8160-4860-1, lire en ligne), p. 156-158,
- (en) Cullum Linda, Contemporary American Ethnic Poets : Lives, Works, Sources, Westport, Connecticut, Greenwood Press, 28 avril 2004, 327 p. (ISBN 978-0-313-32484-0, lire en ligne), p. 171-174,

#### Articles anglophones
- Paul Muldoon, « Yusef Komunyakaa by Paul Muldoon », Bomb Magazine,‎ 1er octobre 1998 (lire en ligne)
- Katarzyna Jakubiak, Yusef Komunyakaa : Questioning traditional metaphors of light and darknes, University of Northern Iowa, juillet 1999 (lire en ligne)
- Angela M. Salas, « Race, Human Empathy, and Negative Capability: The Poetry of Yusef Komunyakaa », College Literature, vol. 30, no 4,‎ 2003, p. 32-53 (lire en ligne )
- Michael C. Dowdy, « Working in the Space of Disaster: Yusef Komunyakaa's Dialogues with America », Callaloo, vol. 28, no 3,‎ 2005, p. 812-823 (lire en ligne )
- Christian McEwen, « Interview with Yusef Komunyakaa : The Singing Underneath », Teachers & Writers Magazine,‎ 19 janvier 2015 (lire en ligne)